# Xã Central, Quận Franklin, Missouri
Xã Central (tiếng Anh: Central Township) là một xã thuộc quận Franklin, tiểu bang Missouri, Hoa Kỳ. Năm 2010, dân số của xã này là 14.054 người.